# Andrina Suter
Andrina Suter (geboren am 10. Juni 1992 in Schaffhausen, Schweiz) ist eine Schweizer Dressurreiterin, die bei den Olympischen Sommerspielen 2024 für die Schweiz antrat.

## Laufbahn
Andrina Suter wurde in eine Pferdefamilie hinein geboren. Ihr Vater war regional als Springreiter aktiv. Ihre Mutter ist Reitlehrerin, betreibt einen Reitstall und tritt national sowohl im Springen als auch in der Dressur an. Andrina Suter wuchs auf dem Bauernhof ihrer Eltern in Dörflingen auf, zusammen mit ihrer jüngeren Schwester Alexandra, die Springreiterin ist.
Suter war als junge Reiterin sehr erfolgreich und vertrat die Schweiz an sechs Europameisterschaften in den Kategorien Junioren, Junge Reiter und U25.
Mit dem 2015 geborenen braunen Westfalenwallach Briatore, nahm sie 2021 und 2022 an den Weltmeisterschaften für junge Pferde teil. Als bestes Ergebnis erzielte das Paar 2021 einen vierten Platz im Final der Sechsjährigen. 2023 stellte sie den achtjährigen Briatore erfolgreich in der kleinen Tour im  Prix St-Georges und in der Intermediate I-Kür vor
(Stadl-Paura, Compiègne, Aachen).
Suter wurde von Swiss Equestrian mit einem Qualifikationsergebnis im Grand Prix von 70,370 Prozentpunkten beim Internationalen Pfingstturnier Wiesbaden nominiert. Suter vertrat die Schweiz mit dem 2010 geborenen Westfalenwallach Fibonacci als Einzelreiterin an den Olympischen Spielen 2024 in Paris. Sie beendete ihre harmonische Grand-Prix-Vorstellung mit 65,590 Prozentpunkten.
Fibonacci und Briatore stehen seit September 2024 nicht mehr in ihrem Beritt.
Andrina Suter wohnt in Thayngen und trainiert auf dem elterlichen Hof, obwohl die Trainingsbedingungen vor allem im Winter nicht optimal sind, da es keine Reithalle, sondern nur einen Reitplatz gibt.